# Oborový portál
Oborový portál (oborový server) je internetový portál menšího nebo středního rozsahu, který se zaměřuje jen na určitou problematiku či obor. Oborový portál je tedy internetový server postihující úzce vymezenou tematiku pokud možno v celé její hloubce a jako takový bývá navštěvován jak laiky, kteří mohou o dané téma projevovat zájem, tak i mnoha profesionály v oboru. V některých případech tyto profesionály dokonce sdružuje. 
Oborový portál je typicky provozován osobou nebo firmou, která v daném oboru podniká nebo se o něj intenzivně zajímá. Z toho plyne i vyšší kvalita publikovaných informací a nižší návštěvnost oproti větším portálům (obvykle v řádu stovek či tisíců návštěvníků denně). Pro zadavatele reklamy jsou nicméně oborové portály i přesto velmi zajímavé jako ideální prostor pro umístění cílené reklamy.
Oborovým portálům se pro jejich užší zaměření také někdy říká vortály, protože se zabývají pouze určitou problematikou do hloubky (tedy vertikálně → vortály), zatímco velké, všeobecně zaměřené internetové portály pokrývají velmi široké pole lidských činností a jsou tedy v obdobném slova smyslu horizontální. 

## Příklady oborových portálů vČesku
- Adresář obaláře – obaly a obalářství
- EnviWeb – ekologie a životní prostředí
- Hununpa – informace pro turistické a dětské oddíly
- Osud – duchovno, záhady, léčitelství apod.
- Araken's Starway – fantasy & sci-fi
- Spráce – nabídky práce a související informace
- Biom.cz – biomasa a kompostování
- Metodický portál – portál vzdělávání určený odborné pedagogické veřejnosti, zaměřený na problematiku přípravy a realizace ŠVP
- Sportovní.net Archivováno 19. 2. 2008 na Wayback Machine. – méně propagované sporty, sportovní oddíly a novinky
- Profistroje.cz – profesionální stroje a technika
- Výtahy Server - výtahy a zdvihací zařízení
- Šroub a Matka.cz - spojovací materiál a kotevní technika